# Rely, Pas-de-Calais
Rely là một xã trong tỉnh Pas-de-Calais, vùng Hauts-de-France, Pháp.

## Địa lý
Rely có cự ly khoảng 12 dặm (19,3 km) phía tây Béthune và 34 dặm (54,7 km) về phía tây nam của Lille, tại giao lộ của các tuyến đường D341 và đường D90 road.

## Dân số
| 1962                                                              | 1968 | 1975 | 1982 | 1990 | 1999 | 2006 |
| ----------------------------------------------------------------- | ---- | ---- | ---- | ---- | ---- | ---- |
| 313                                                               | 378  | 360  | 351  | 348  | 371  | 416  |
| Số liệu điều tra dân số tính từ năm 1962, dân số chỉ tính một lần |      |      |      |      |      |      |

## Địa điểm nổi bật
- Nhà thờ St.Martin, thế kỷ 16.
- The motte và moat of a feudal castle.